# Nitrosylhexafluoroantimonat(V)
Nitrosylhexafluoroantimonat, NO[SbF6] ist ein weißes Pulver, welches aus einer Verbindung aus dem Nitrosylkation und der Hexafluorantimonsäure besteht.

## Eigenschaften
Nitrosylhexafluoroantimonat ist ein weißes Pulver. Es geht ab 145 °C direkt in den gasförmigen Aggregatszustand über.

## Sicherheitshinweise
Der Stoff wirkt sich beim Verschlucken oder Inhalieren toxisch oder ätzend bei Hautkontakt aus.
Im Brandfall kann sich Fluorwasserstoff, Stickoxide und Antimonoxide bilden. Es reagiert heftig mit Oxidationsmitteln, Wasser, Basen sowie starken Säuren, Metallen und Glas. In Wasser bildet es Flusssäure.